# Buflomédil
Le buflomédil est une molécule qui agit chez l'homme comme vasodilatateur périphérique. Il est utilisé sous forme de chlorhydrate pour traiter l'artériopathie oblitérante des membres inférieurs et le syndrome de Raynaud.
Ce médicament a été commercialisé en France sous les noms de marque Fonzylane (Laboratoires Lafon, racheté en 2001 par Cephalon) et Loftyl (Abbott) ainsi que sous forme de médicaments génériques (Arrow, Biogaran, EG, Merck, G Gam, GNR, Irex, Merck, Qualimed, RPG, TEVA Laboratoires, etc.). Dosages : 150 mg et 300 mg pour les formes orales, 50 mg et 400 mg pour les formes injectables.

## Posologie
La dose recommandée pour l'adulte est de 300 mg à 600 mg par jour.
La dose maximale recommandée est de 10 mg par kilogramme de poids corporel et par jour.

## Contre-indications
- épilepsie
- insuffisance rénale sévère (clairance de la créatinine inférieure à 30 ml/min)
- hémodialyse

## Allaitement
Ce médicament ne doit généralement pas être utilisé pendant l'allaitement.

## Effets indésirables
- effets gastro-intestinaux : nausées, vomissements
- sensations de chaleur cutanée, picotements des extrémités, céphalées, vertiges, tremblements
- réactions cutanées : rash, urticaire

En cas de surdosage, des effets indésirables graves peuvent survenir au niveau neurologique et cardiaque :
- signes neurologiques : convulsions, état de mal convulsif, myoclonies
- signes cardiovasculaires : tachycardie sinusale, hypotension artérielle, troubles du rythme ventriculaire graves, troubles de la conduction notamment intraventriculaire, pouvant évoluer vers un arrêt circulatoire

Ces effets indésirables graves ont été observés en cas d'intoxication volontaire (tentative de suicide) ou accidentelle, mais aussi en cas de mauvais fonctionnement des reins car le médicament n'est plus correctement éliminé.

## Historique
- 3 novembre 2006, l'Afssaps arrête la commercialisation du dosage 300 mg du buflomédil afin de diminuer les cas de surdosage ou d'intoxication avec ce médicament. Il est recommandé de ne plus l'utiliser pour traiter le syndrome de Raynaud. Le bon fonctionnement des reins doit être vérifié avant traitement par buflomédil, particulièrement chez les personnes âgées.
- En octobre 2009, le réseau des centres antipoisons de France publie un rapport[3] montrant que malgré les mesures prises en 2006, il y a toujours chaque année des cas graves et des décès à la suite du surdosage en buflomédil.
- Le 17 février 2011, les autorisations de mise sur le marché en France de l'ensemble des médicaments contenant du buflomédil sont suspendues par l'Afssaps. Les lots des médicaments concernés sont rappelés. Une évaluation de ce médicament sera conduite par l'EMA pour décider du retrait définitif des AMM ou de leur maintien[4].

## Sources
- http://www.afssaps.fr
- http://europa.eu/agencies/community_agencies/emea/index_fr.htm
- http://www.has-sante.fr/portail/jcms/j_5/accueil
- http://www.resip.fr/